# Ljuba (peintre)
 (août 2019).
Ljubomir Popović, dit Ljuba, né à Tuzla en Bosnie-Herzégovine le 14 octobre 1934 et mort à Belgrade (Serbie) le 12 août 2016, est un peintre français d'origine serbe (ex Yougoslavie). 

## Biographie
Ljubomir Popović, dit Ljuba, naît le 14 octobre 1934 à Tuzla (Royaume de Yougoslavie), dans le territoire de l’actuelle Bosnie-et-Herzégovine. Sa mère Spasenija est fille d’un prêtre orthodoxe tandis que son père Aleksa est un riche marchand. À la veille de la Seconde Guerre mondiale, ils s’installent à Valjevo, en Serbie, où Ljuba fait toute sa scolarité.
En 1953, le lycée terminé, il part à Belgrade, avec l’intention d’apprendre le métier de peintre à l’Académie des arts appliqués. Arrivé trop tard pour l’examen d’entrée, il s’inscrit à la Faculté d’histoire de l’art et, parallèlement, à un atelier de dessin sur le motif. L’année suivante, il est reçu au concours de l’Académie des arts appliqués. De cette époque datent les études de nu grandeur nature ainsi que les premières peintures à l’huile, avec des êtres étranges plongés dans une atmosphère étouffante et angoissante.[réf. nécessaire]
À partir de 1957, Ljuba poursuit ses études à L’Académie des Beaux-Arts, grâce au soutien du professeur Marko Čelebonović qui l’accepte dans sa classe. Après le départ de Čelebonović pour Paris, Ljuba termine ses études dans la classe de Đorđe Andrejević Kun puis se perfectionne, pendant deux années supplémentaires, dans « l’atelier de Maître » de Milo Milunović. Lors de la traditionnelle exposition d’œuvres d’élèves, qui clôt la dernière année d’études, Ljuba se lie d’amitié avec le peintre Leonid Šejka (en), fondateur du mouvement Mediala (sr). En 1960, les tableaux de Ljuba font partie de la IIIe exposition de Mediala, à la Galerie Grafički kolektiv.[réf. nécessaire]
À l’automne 1963, Ljuba quitte définitivement Belgrade pour Paris, en emportant avec lui un carton de dessins et cinq toiles roulées. Grâce à une lettre de recommandation du professeur Čelebonović, il rencontre Ginette Signac, fille du peintre Paul Signac, qui va l’introduire dans le milieu artistique parisien. C’est elle qui le présente à René de Solier, historien et critique, passionné d’art fantastique. En 1971, celui-ci écrira le texte de la première monographie sur Ljuba, également première monographie sur un peintre yougoslave jamais sortie en France.[réf. nécessaire]
Par l’intermédiaire de René de Solier, Ljuba fait connaissance du galeriste Marcel Zerbib, adepte du surréalisme et protecteur des peintres proches de ce mouvement. Il  lui achète les tableaux apportés de Belgrade, lui trouve un atelier et organise des expositions personnelles à Paris et à Bruxelles. En fréquentant Marcel Zerbib, Ljuba entre en contact avec de nombreux acteurs de la scène intellectuelle parisienne. Bientôt écriront sur lui André Pieyre de Mandiargues, Alain Jouffroy, René Etiemble, Patrick Waldberg, Alain Bosquet, Gustav René Hocke (de), etc. Au début des années 70, il  entame une collaboration et une amitié avec la galeriste Thessa Herold qui dureront jusqu’à la fin de ses jours.[réf. nécessaire]
La carrière internationale de Ljuba est marquée par un grand nombre d’expositions particulières et collectives, la publication de treize monographies, une riche filmographie et une quantité d’articles dans des revues littéraires et artistiques. Ljuba était également présent dans l’espace culturel de son pays d’origine. Grâce à son soutien a été créée la Galerie Moderne Valjevo qui fête en 2019 plus de trente ans d’activités.
Il meurt le 12 août 2016, à Belgrade, deux mois seulement après le vernissage de sa dernière exposition parisienne. Il est enterré à Valjevo, en haut d’une colline qui surplombe la maison de son enfance.

## Œuvre
La peinture de Ljuba est le plus souvent qualifiée de surréaliste, de fantastique ou de symboliste.[réf. nécessaire] Ljuba y a ajouté une quatrième dimension, la « peinture intégrale », liée au mouvement Mediala créé à Belgrade dans les années 60, par Leonid Šejka. Cependant, il ne s’est jamais identifié à aucun groupe, mouvement ou école ni subi l’influence d’un autre peintre. Ljuba a toujours été à l’écoute de son inconscient. Ses tableaux ne sont jamais la transposition purе et simple de la réalité, ils peuvent exprimer des idées métaphysiques, spirituelles ou abstraites. Tout en absorbant des savoirs d’origine diverses, il poursuivait son propre fil conducteur vers le but qu’il s’était fixé à l’époque de son compagnonnage avec Šejka. Selon ses propres mots, la peinture intégrale serait celle qui réunit un point de vue philosophique sur le destin de l’homme dans le monde, une capacité d’écoute des vibrations les plus fines de l’âme et une maîtrise parfaite du métier.[Interprétation personnelle ?]
Les tableaux de Ljuba bouleversent le spectateur par leur charge érotique, par la présence d’êtres énigmatiques, susceptibles de se métamorphoser, de se dédoubler, de s’enchevêtrer ainsi que par une abondance de formes dont on n'est jamais sûr si elles appartiennent au monde organique ou minéral, si elles proviennent de la réalité ou des contrées au-delà de la conscience. Une approche plus approfondie dévoile un sens inouï des harmonies chromatiques, une structure complexe caractérisée par des perspectives multiples et inattendues, des rapports savamment établis entre la représentation générale et les détails minutieusement exécutés. L’univers somptueux et inquiétant que Ljuba a matérialisé sur ses tableaux montre autant une personnalité hors norme qu’une riche culture picturale et une grande soif de connaissances les plus diverses.[Interprétation personnelle ?]

## Principales œuvres picturales
- Les pèlerins d'Emmaüs (1960-1962)
- L'apparition (1967-1968)
- La Tentation de Saint Antoine (1972)
- Le Jugement de l'âme (1984)
- Le Théâtre de la cruauté (1990)
- L'Innocence dévorée (2001)

## Source
Catalogue de l'exposition Galerie de l'Académie Serbe des Sciences et des Arts (Belgrade-Serbie)

### Filmographie
- 1974 : Ljuba de Michel Lancelot, INA, France
- 1976 : L’Art visionnaire de Michel Random, France
- 1978 : L'Amour monstre de tous les temps (court métrage documentaire) de Walerian Borowczyk, France